# Pierre! (musikalbum)
Pierre! är Pierre Isacssons debutalbum som soloartist, utgivet 1974 på skivbolaget Polydor (skivnummer 2379 078).
Albumet producerades av Leif Carlquist och spelades in sommaren 1974 i KMH-Studio i Stockholm. Ljudtekniker var Lennart Karlsmyr och låtarna arrangerades av Carlqvist, Lasse Carlsson och Wlodek Gulgowski.  Kjellåke Carlanius stod för layout och Kurt Johansson tog omslagsfotot.
Albumet blev en kommersiell framgång och såldes i 50 000 exemplar på bara några månader. Skivans mest populära sång var "Då går jag ner i min källare", sjungen med dov basröst och som nådde förstaplatsen på Svensktoppen. Även "Spå mig" tog sig in på samma lista. Låtmaterialet bestod mestadels av covers, bland annat på Kris Kristofferson, Donovan och Neil Sedaka.
Albumet är en av titlarna i boken Tusen svenska klassiker (2009).

## Låtlista
| Nr           | Titel                                                         | Kompositör                         | Längd |
| ------------ | ------------------------------------------------------------- | ---------------------------------- | ----- |
| 1.           | Idag är första da'n (av resten av ditt liv)                   | Håkan Thanger, Pierre Isacsson     | 2:42  |
| 2.           | Då går jag ner i min källare                                  | Håkan Thanger, Pierre Isacsson     | 2:38  |
| 3.           | Vår sommarsång (Rock and Roll Lullaby)                        | Barry Mann, Pierre Isacsson        | 3:50  |
| 4.           | Morgan Kane                                                   | Benny Borg                         | 3:50  |
| 5.           | Spå mig                                                       | Pierre Isacsson                    | 2:30  |
| 6.           | Hjälp mig ur min ensamhet (Help Me Make It Through the Night) | Kris Kristofferson, Ingela Forsman | 2:48  |
| 7.           | Sköna sommarregn (Laughter in the Rain)                       | Neil Sedaka, Phil Cody, Owe Junsjö | 2:50  |
| 8.           | Snart kommer jag hem (Six Days on the Road)                   | Green Montgomery, Gert Lengstrand  | 2:51  |
| 9.           | Om jag fick börja om mitt liv med dej (Lovers Dream)          | James Last, Börje Carlsson         | 2:40  |
| 10.          | Säg finns jag till                                            | Neil Diamond, Börje Carlsson       | 3:00  |
| 11.          | Lata sommardagar (Lazy Days)                                  | Donovan Leitch, Lars Wiggman       | 3:35  |
| 12.          | Fri att få leva                                               | Calis, Maj-Britt Persson           | 2:45  |
| Total längd: | Total längd:                                                  | Total längd:                       | 35:59 |

### Fotnoter
1. 1 2 3  ”Pierre!”. Discogs.com. http://www.discogs.com/Pierre-Isacsson-Pierre/release/2614269. Läst 2 februari 2013.
2. 1 2  Gradvall et al 2009, #411
3. ↑  ”Svensktoppen 1975”. Sveriges Radio. http://sverigesradio.se/diverse/appdata/isidor/files/2023/3473.txt. Läst 2 februari 2013.